# 相花奈音
相花 奈音（あいはな なのん）は、日本の作曲家、作詞家。大阪音楽大学作曲デザイン・コース卒業。

## 略歴
中学・高校時代の６年間は吹奏楽でホルンを演奏する傍ら、作曲を行っていた。
大阪音楽大学在学中の2022年に応募した、株式会社キューブとエピックレコードジャパン共同主催のミュージック・マッチング・オーディション「High Five」では、応募者数約3,000人の中からファイナリスト10名に選ばれる。
同年、西村由紀江作曲「幸せを運ぶピアノ」の作詞を行う。この楽曲は、大阪府豊中市が「とよなか」「ピアノ」「幸せ」に関するエピソードを募集し、それを基に歌詞が制作された。
作詞者として携わった豊中市立庄内よつば学園（2026年度春に開校予定）の校歌が2025年1月27日までに完成し、受領式が行われた。

## ディスコグラフィ

### シングル
| タイトル         | リリース日    |
| ---------------- | ------------- |
| 乞い             | 2024年4月18日 |
| 僕は空を仰いだり | 2024年6月28日 |
| 森の旋律         | 2024年11月2日 |